# Alerte enlèvement (Suisse)
Pour les autres articles nationaux ou selon les autres juridictions, voir Alerte enlèvement.
L'alerte enlèvement suisse est un système d'alerte utilisé en cas d'enlèvement qui permet de diffuser une alerte sur les télévisions, les radios, les panneaux autoroutiers, les agences de presse ainsi que les frontières suisses.

## Historique
Le système, élaboré par la Conférence des directrices et directeurs des départements cantonaux de justice et police (CCDJP) en accord avec le Département fédéral de justice et police (DFJP), est entré en vigueur le 1er janvier 2010. Il n'a pour l'heure jamais été déclenché. 
Le système a été mis sur pied en particulier sur l'initiative et grâce à l'engagement de la Fondation F.R.E.D.I. qui a récolté en 18 mois plus de 32 000 signatures de parents suisses pour appuyer sa demande au gouvernement fédéral, et à plusieurs interventions parlementaires de Didier Burkhalter. 